# 凤凰城大学
鳳凰城大學（University of Phoenix，缩写UoPX），位于美国亚利桑那州菲尼克斯市。由约翰·斯珀林和他所拥有的太陽神教育集團出资建立于1976年。学校拥有34.53万学生，包含200多个校区，提供100余个学位，是北美地区最大的私立学校，专门从事成人教育。

## 历史
二十世纪七十年代早期，约翰·斯珀林和他的几个助手在圣何塞州立大学从事成人教育研究，他们着重探寻如何建立成人教育和学习系统，以方便为在职人员提供进修的机会。当时，美国国内高校主要为18至22岁的大学生提供教育服务，而在职成人几乎沦落为高校校园里的“二等公民”。
1976年，学校开班之初只有八名学生，到了1980年，学校已扩大到了加利福尼亚州圣何塞市。1989年，学校成为了全美第一个提供網路教學的大学。

## 学校财政
鳳凰城大學如今是阿波罗集团下的一个上市全资子公司，2008年度学校获得超过28亿美元的联邦资金援助。气势恢宏的菲尼克斯大学体育馆，是著名的亚利桑纳红雀橄榄球队的主场以及美国大学生体育协会（NCAA）嘉年华杯的举办地。

## 学院
学校的教学工作由四个学院承担，他们分别是：
- 约翰斯珀林工商和理工学院（John Sperling School of Business and Technology, the Artemis School）
- 阿耳忒弥斯学院（Artemis School ）
- 進階研究学院（School of Advanced Studies）
- 阿克西学院（Axia College）

## 著名校友
- 柯克兰唐纳德（美国海军上将）
- 玛丽彼得斯（美国运输部部长）
- 沙奎尔·奥尼尔（NBA篮球明星）
- 霍华德施密特（美国R&H安全咨询公司首席执行官）

## 批评
该校符合美国教育部毕业标准的大学生只占16%，是全美大学中最低的（平均水平为55%）。而学校官员和一些专家认为联邦教育标准过于陈旧，计算标准不科学，校方认为这个数据应该是59%，远远高于其他同类成人教育学校。